# Inés Ayala
Inés Ayala Sender (Saragozza, 28 marzo 1957 – Saragozza, 25 luglio 2024) è stata una politica e sindacalista spagnola.

## Biografia
Inés Ayala Sender nacque a Saragozza il 28 marzo 1957. Si laureò in filologia ispanica e Anglistica presso l'Università di Saragozza, dove successivamente ricoprì anche la professione di docente.

### Carriera politica
Affiliata al Partito Socialista Operaio Spagnolo, nel 1995 Inés Ayala entrò a far parte della Direzione generale dell'Ambiente della Commissione europea, restando fino al 1997, anno in cui cominciò a lavorare come consulente politica del gruppo del PSE per diverse commissioni e delegazioni del Parlamento europeo.
Nel 2004 lasciò tale incarico e si candidò alle elezioni europee, dove venne eletta membro del Parlamento europeo. Durante il suo mandato da europarlamentare, fece parte della commissione per il controllo dei bilanci e della commissione per i trasporti e il turismo. All'interno della prima commissione divenne coordinatrice dell'Alleanza Progressista dei Socialisti e dei Democratici dal 2014 al 2019. Nel 2007 prese parte alla delegazione del Parlamento per le relazioni con i paesi dell'America centrale, mentre tra il 2005 e il 2009 fu invece membro della commissione per le petizioni.
All'interno dell'Unione europea Inés Ayala fu inoltre membro dell'intergruppo del Parlamento europeo sull'integrità - trasparenza, anticorruzione e criminalità organizzata.
Nel 2019, dopo aver lasciato l'Europarlamento, assunse l'incarico di consigliera comunale della città di Saragozza, dove rimase fino al 2023.

### Morte
Inés Ayala morì il 25 luglio 2024, all'età di 67 anni, a causa di un cancro.